# Sylvietta isabellina
Sylvietta isabellina là một loài chim trong họ Macrosphenidae.